# Tournefortia ramonensis
Tournefortia ramonensis là loài thực vật có hoa trong họ Mồ hôi. Loài này được Standl. miêu tả khoa học đầu tiên năm 1938.